# Мікаель Старе
Мікаель Старе (швед. Mikael Stahre, нар. 5 липня 1975, Стокгольм) — шведський футбольний тренер.

## Кар'єра тренера
Народився 5 липня 1975 року в місті Стокгольм. Займався футболом у дитячих командах клубу «Грендальс». Професійним футболістом не став, натомість вже з 15-річного віку проводив занняття з дітьми в структурі цього клубу.
Згодом зосердився на тренерській роботі, був тренером юнацьких команди «Гаммарбю» та АІКа.
Перший досвід самостійної роботи з професійними командами отримав у 2007–2008 роках, тренуючи «Весбю Юнайтед», після чого повернувся до АІКа вже як головний тренер його основної команди. Привів АІК до «золотого дублю» 2009 року, здобувши титули чемпіона і володаря Кубка Швеції. 2010 року залишив батьківщину і деякий час попрацював у Греції з «Паніоніосом», утім дуже невдало, здобувши лише по одній перемозі і нічиїй у семи іграх.
2012 року очолив команду «Гетеборга», на чолі якої наступного року здобув свій другий Кубко Швеції.
Згодом з 2015 о 2021 рік тренував китайський «Далянь Їфан», шведський «Геккен», американський «Сан-Хосе Ерзквейкс» та норвезький «Сарпсборг 08».
2021 року удруге очолив «Гетеборг», який залишив на початку 2023.

### Тренерська статистика
Станом на 5 березня 2023
| Команда              | Країна   | З     | По    | Статистика | Статистика | Статистика | Статистика | Статистика |
| Команда              | Країна   | З     | По    | І          | В          | Н          | П          | % В        |
| -------------------- | -------- | ----- | ----- | ---------- | ---------- | ---------- | ---------- | ---------- |
| «Весбю Юнайтед»      | Швеція   | 2007  | 2008  | 64         | 32         | 12         | 20         | 50,00      |
| АІК                  | Швеція   | 2009  | 2010  | 44         | 25         | 10         | 9          | 56,82      |
| «Паніоніос»          | Греція   | 2010  | 2010  | 7          | 1          | 1          | 5          | 14,29      |
| «Гетеборг»           | Швеція   | 2012  | 2014  | 90         | 40         | 29         | 21         | 44,44      |
| «Далянь Їфан»        | КНР      | 2015  | 2016  | 48         | 26         | 9          | 13         | 54,17      |
| «Геккен»             | Швеція   | 2017  | 2017  | 30         | 14         | 10         | 6          | 46,67      |
| «Сан-Хосе Ерзквейкс» | США      | 2018  | 2018  | 28         | 4          | 8          | 16         | 14,29      |
| «Сарпсборг 08»       | Норвегія | 2020  | 2021  | 34         | 9          | 10         | 15         | 26,47      |
| «Гетеборг»           | Швеція   | 2021  | 2023  | 60         | 27         | 7          | 26         | 45,00      |
| Разом                | Разом    | Разом | Разом | 399        | 176        | 94         | 129        | 44,11      |

## Титули і досягнення
- Чемпіон Швеції (1):

АІК: 2009
- Володар Кубка Швеції (2):

АІК: 2009
«Гетеборг»: 2012-2013
- Володар Суперкубка Швеції (1):

АІК: 2010